# Бертольд фон Вальбек
Бертольд фон Вальбек (умер после 1018) — граф Вальбека, сын Лотаря III фон Вальбек и его жены Годилы, кузен епископа и историка Титмара Мерзебургского.

## Биография
Его старший брат граф Вальбека Вернер умер в ноябре 1014 года при драматических обстоятельствах. Незадолго до смерти Вернер организовал похищение владелицы Бейхлингена, которая находилась под покровительством императора Генриха II. Вину Вернера усугубляло то, что он нарушил пятилетний мораторий на военные действия объявленный императором в январе 1012 года. За это Вернер должен был предстать перед королевским судом, ему грозила смертная казнь и конфискация всех владений. Вернер до суда не дожил, скончавшись от ран полученных в стычке во время похищения.
Королевский суд всё же состоялся. На нём было решено передать часть владений графов Вальбек противнику Вернера маркграфу Северной марки Бернхарду, но вмешательство графа Вихмана III переменило решение. Бернхард, видимо, не отступился, и тяжба между Бернхардом и наследниками Вернера, Бертольдом и его братом королевским капелланом Дитрихом, длилась до начала 1017 года. Дело было улажено на княжеском съезде, который состоялся в Альштедте 6 января — Бернхарду была выплачена компенсация.
Но, понимая что обстоятельства смерти Вернера и немилость императора не дадут ему закрепиться в Восточной Саксонии, Бертольд уехал на Нижний Рейн, вероятно, во владения, доставшиеся от матери Годилы. Там он сразу же был втянут в распри между дрентским графом Балдериком и мстителями за графа Вихмана III — в октябре 1016 года Вихман был убит людьми Балдерика. Бертольд оказался на стороне Балдерика и кёльнского архиепископа Гериберта, покровителя тех, кто лишился благосклонности императора. 1 апреля 1017 года Бертольд вместе с Балдериком захватили с помощью подкупа крепость Мунну, убив другого Балдерика, вассала Вихмана. Примерно через год, 16 марта 1018 года, на съезде в Нимвегене Бертольд сдался на милость императора. Крепость Мунна была сожжена по приказу Генриха II.
Со смертью Титмара Мерзебургского в 1018 году исчезает источник сведений о его ближайших родственниках, и о дальнейшей судьбе Бертольда ничего не известно. Неизвестно, когда он умер, был ли он женат и были ли у него потомки. Графством Вальбек, которое было в совместном владении двух ветвей Вальбекского дома, управляли потомки кузена Бертольда Фридриха фон Вальбек.